# Metoubes
Metoubes es un distrito de la gobernación de Kafr el Sheij, Egipto. En julio de 2017 tenía una población estimada de 303 537 habitantes.
Se encuentra ubicado en la zona norte del delta del Nilo, junto a la costa del mar Mediterráneo.